# Vattenpolo vid medelhavsspelen 1993
Vattenpoloturneringen vid medelhavsspelen 1993 avgjordes i Canet-en-Roussillon i Languedoc-Roussillon i Frankrike. Endast herrarnas vattenpoloturnering genomfördes. I turneringen tävlade fem lag: Italien, Kroatien, Grekland, Spanien och Frankrike.

## Medaljsummering
| Gren                          | Guld | Silver | Brons |
| Herrarnas vattenpoloturnering | Italien · Francesco Attolico · Gianni Averaimo · Alessandro Bovo · Paolo Caldarella · Alessandro Campagna · Marco D'Altrui · Massimiliano Ferretti · Mario Fiorillo · Ferdinando Gandolfi · Amedeo Pomilio · Giuseppe Porzio · Francesco Porzio · Carlo Silipo | Kroatien · Dragan Rebić · Vjekoslav Kobešćak · Deni Lušić · Anto Vasović · Joško Kreković · Antonio Milat · Ognjen Kržić · Dubravko Šimenc · Perica Bukić · Tomislav Paškvalin · Dejan Savičević · Elvis Fatović · Siniša Školneković | Grekland · Evangelos Patras · Thomas Hatzis · Konstandinos Loudis · Theodoros Lorantos · Dimitrios Bitsakos · Georgios Psychos · Panagiotis Pesmatzoglou · Ilias Maheras · Epaminodas Samartzidis · Georgios Mavrotas · Anastasios Papanastasiou · Filippos Kaiafas · Gerasimos Voltyrakis |

## Placeringar
| \| Pl. \| Lag \| \| --- \| --------- \| \| \| Italien \| \| \| Kroatien \| \| \| Grekland \| \| 4. \| Spanien \| \| 5. \| Frankrike \| |           |
| Pl. | Lag       |
| | Italien   |
| | Kroatien  |
| | Grekland  |
| 4. | Spanien   |
| 5. | Frankrike |